# Les Œufs de Pâques
Pour plus de détails, voir Fiche technique et Distribution.
Les Œufs de Pâques est un film muet français réalisé par Segundo de Chomón et sorti en 1907.

## Synopsis
Une fée parait dans un décor rocaille. Elle tend les bras et reçoit d'une main invisible de gros œufs de Pâques qu'elle ouvre un à un sur une table. De ces œufs sortent des danseuses lilliputiennes.

## Fiche technique
- Titre : Les Œufs de Pâques
- Réalisateur : Segundo de Chomón
- scénario : Segundo de Chomón
- Société de Production :  Pathé Frères
- Pays d'origine :  France
- Genre : Film à trucs
- Durée : 3 minutes 15
- Dates de sortie : 
  -  France : 25 juillet 1907

## Distribution
- Julienne Mathieu